# Riu de Cerdanya
Riu de Cerdanya település Spanyolországban, Lleida tartományban. Riu de Cerdanya Prats i Sansor, Urús, Guardiola de Berguedà és Bellver de Cerdanya községekkel határos. Lakosainak száma 99 fő (2024).

## Népesség
A település népessége az utóbbi években az alábbiak szerint változott:
| Lakosok száma | 81   | 99   | 112  | 110  | 116  | 106  | 93   | 93   | 100  | 99   |
|               | 2001 | 2004 | 2007 | 2009 | 2012 | 2014 | 2017 | 2019 | 2022 | 2024 |